# Leucania consanguis
Leucania consanguis là một loài bướm đêm trong họ Noctuidae.